# Eichstedt
Eichstedt là một đô thị thuộc huyện Stendal, bang Sachsen-Anhalt, Đức. Đô thị Eichstedt có diện tích 14,29 km², dân số thời điểm ngày 31 tháng 12 năm 2006 là 450 người.